# Israel Jacobson
Israel Jacobson, nemško-judovski filantrop in reformator, * 17. oktober 1768, Halberstadt, † 14. september 1828, Berlin.